# Diana e Callisto
Diana e Callisto è un olio su tela eseguito da Peter Paul Rubens, dipinto in un periodo non precisato tra il 1635 e il 1640. È realizzato a olio su tela ed è ampio cm 202,6x305,5. Viene custodito a Madrid, nel Museo del Prado.
La realizzazione del quadro fu chiesta insieme ad altre dal re Filippo IV di Spagna per il suo nuovo baldacchino di caccia, la Torre de la Parada.